# Yves Paré
Yves Paré (* 25. Mai 1945) ist ein kanadischer Badmintonspieler. 

## Karriere
Yves Paré wurde 1966 erstmals nationaler kanadischer Meister. Acht weitere Titel folgten bis 1973. 1973 siegte er auch bei den Canadian Open. 1970 gewann er bei den Commonwealth Games Bronze im Herrendoppel.

## Sportliche Erfolge
| Saison | Veranstaltung                 | Disziplin    | Platz | Name                        |
| ------ | ----------------------------- | ------------ | ----- | --------------------------- |
| 1966   | Kanada: Einzelmeisterschaften | Mixed        | 1     | Yves Paré / Patricia Espley |
| 1967   | Kanada: Einzelmeisterschaften | Mixed        | 1     | Yves Paré / Patricia Moody  |
| 1967   | Kanada: Einzelmeisterschaften | Herrendoppel | 1     | Jamie Paulson / Yves Paré   |
| 1968   | Kanada: Einzelmeisterschaften | Herrendoppel | 1     | Jamie Paulson / Yves Paré   |
| 1969   | Kanada: Einzelmeisterschaften | Herrendoppel | 1     | Jamie Paulson / Yves Paré   |
| 1970   | Commonwealth Games            | Herrendoppel | 3     | Yves Paré / Jamie Paulson   |
| 1970   | Kanada: Einzelmeisterschaften | Mixed        | 1     | Yves Paré / Patricia Moody  |
| 1970   | Kanada: Einzelmeisterschaften | Herrendoppel | 1     | Jamie Paulson / Yves Paré   |
| 1972   | Kanada: Einzelmeisterschaften | Mixed        | 1     | Yves Paré / Marjory Shedd   |
| 1973   | Canadian Open                 | Herrendoppel | 1     | Jamie Paulson / Yves Paré   |
| 1973   | Kanada: Einzelmeisterschaften | Herrendoppel | 1     | Jamie Paulson / Yves Paré   |

## Referenzen
- badmintonquebec.com (Memento vom 25. April 2012 im Internet Archive)
- Webseite des Verbandes von Quebec zu den Canadian Open (Memento vom 21. November 2008 im Internet Archive)

| Personendaten    | Personendaten                |
| ---------------- | ---------------------------- |
| NAME             | Paré, Yves                   |
| KURZBESCHREIBUNG | kanadischer Badmintonspieler |
| GEBURTSDATUM     | 25. Mai 1945                 |